# جولی گراهام
جولی گراهام (انگلیسی: Julie Graham؛ زادهٔ ۲۴ ژوئیهٔ ۱۹۶۵) بازیگر اهل بریتانیا است.
از فیلم‌ها یا مجموعه‌های تلویزیونی که وی در آن‌ها نقش داشته‌است، می‌توان به در بستر هم‌آغوشیف دکتر هو، ترفندهای نو، آدمکشان میدسامر، مرگ در بهشت، مجتمع مسکونی، ورا، دکتر مارتین، ماجراهای سارا جین، مارپل آگاتا کریستی، پس از مرگ، با یا بدون تو، تپش قلب، خطاهای نرم‌افزاری، مرد بزرگ، راهبه‌های فراری، تلفات، نمایش شبکه یک، ویلیام و مری و تاگارت اشاره نمود.